# Pareremus angustus
Pareremus angustus är en insektsart som först beskrevs av Walker, F. 1869.  Pareremus angustus ingår i släktet Pareremus och familjen Gryllacrididae. Inga underarter finns listade i Catalogue of Life.